# Пеллау
Пеллау (нім. Pöllau) — ярмаркова комуна  (нім. Marktgemeinde)  в Австрії, у федеральній землі Штирія. Основа економіки міста — торгівля та сфера послуг, ремесла. Розташовується за 11 км на захід від столиці району і приблизно за 55 км на північний схід від столиці провінції — міста Грац.
Входить до складу округу Гартберг-Фюрстенфельд. Населення становить 2,041 осіб (станом на 31 грудня 2013 року). Займає площу 4 км². Пеллау вперше згадується У 1163 році. Назва «Пеллау» означає «поле, широка долина». У 13-му столітті село було розширено, у результаті була побудована головна площа. У 1681 на площі встановлено колону.